# Juan Carlos Muzzio
| 3666 Holman | 19 aprile 1979 |
| 7372 Emimar | 19 aprile 1979 |

Juan Carlos Muzzio (1946) è un astronomo argentino.
Laureatosi negli anni sessanta del XX secolo in ingegneria all'Università di Buenos Aires e in scienze astronomiche e geofisiche all'Università Nazionale di La Plata, iniziò la propria carriera all'Osservatorio Steward in Arizona per poi tornare all'Università Nazionale di La Plata e divenire successivamente direttore dell'Istituto di Astrofisica della stessa università.
Il Minor Planet Center gli accredita la scoperta di due asteroidi, effettuate entrambe nel 1979.
Gli è stato dedicato l'asteroide 6505 Muzzio.